# Kurt Graf (Schriftsteller)
Kurt Graf (* 23. Mai 1883 in Regensburg; † 18. Januar 1954 ebenda) war ein deutscher Schriftsteller.

## Leben
Kurt Graf nahm als Offizier am Ersten Weltkrieg teil. Danach lebte er als Schriftsteller und Vortragskünstler in München. Er veröffentlichte in den
Zwanzigerjahren weit verbreitete Sammlungen humoristischer Texte. Sein
Werk „Das fidele Kurt-Graf-Buch“ erreichte bis 1941 eine Auflage von über 140.000 Exemplaren. Die meisten von Grafs Werken standen nach 1945 in der Sowjetischen Besatzungszone auf der „Liste der auszusondernden Literatur“.

## Werke
- Das lachende Gesicht, München 1919 (vielfach neu aufgelegt)
- Die lustige Handgranate, München 1920
- Aus Zwang und Neigung, München 1921
- Das göttliche Lachen, München 1921
- Das fidele Kurt-Graf-Buch, München 1922 (vielfach neu aufgelegt)
- Wir lachen wieder! Vielerlei lustige Sachen, zum Erzählen, Lesen und Lachen, Zürich 1955 (Kompendium aus seinen älteren Lachbüchern)

| Personendaten    | Personendaten            |
| ---------------- | ------------------------ |
| NAME             | Graf, Kurt               |
| KURZBESCHREIBUNG | deutscher Schriftsteller |
| GEBURTSDATUM     | 23. Mai 1883             |
| GEBURTSORT       | Regensburg               |
| STERBEDATUM      | 18. Januar 1954          |
| STERBEORT        | Regensburg               |